# Persemier
Persemier est un métier médiéval. Cette profession impliquait initialement le contrôle de la teneur en argent et en or, et la tâche de receveur d’impôts. Plus tard aussi l’échange et le commerce de pièces d’argent, et le prêt de fonds.

## Étymologie
Le mot persemier vient de poinçonner (l'application d’un poinçon sur de l'or ou de l'argent).

## Historique
Au 12e siècle, le pape a interdit à tous les chrétiens de percevoir des intérêts sous peine d’excommunication. Aux 14e et 15e siècles, les marchands ont réussi à récupérer une grande partie des activités bancaires juives. Ils n’étaient pas autorisés à percevoir des intérêts, mais ont contourné cette interdiction en déclarant les intérêts comme un don ou une compensation pour les risques encourus dans leurs comptes.

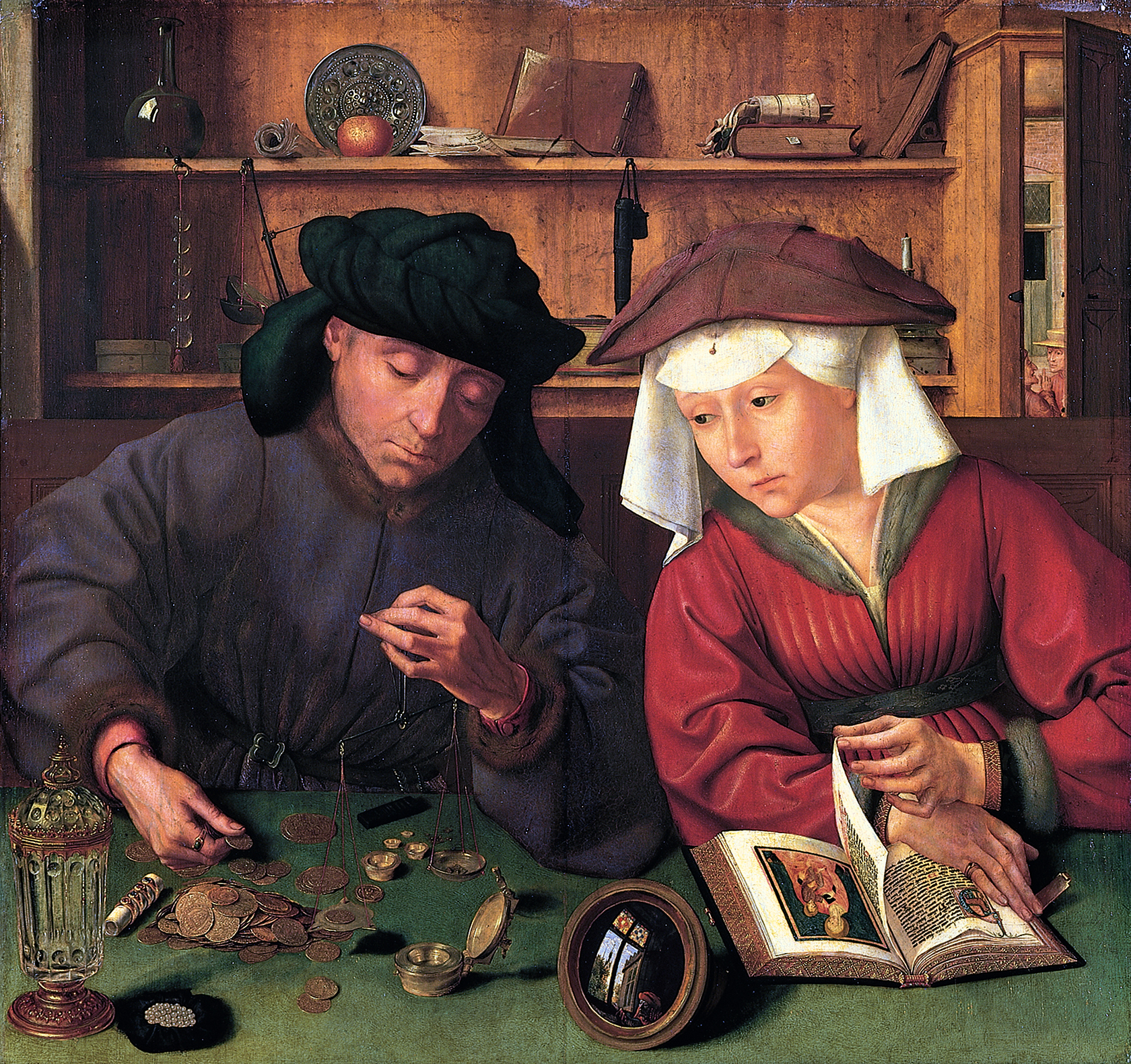
Le Prêteur et sa femme (1514), musée du Louvre.

Dans les villes, les persemiers faisaient partie du patriciat, dans les villages et les municipalités de la Ministérialité. La profession se composait de celle de percepteur d’impôts, de banquier, de prêteur, d’agent de change. Au Moyen Âge et au début de la période moderne, cette profession était mieux connue sous le nom de détenteur de table de prêt ou de prêteur sur gages. Il s’agissait de banquiers qui fournissaient principalement des crédits de consommation à la population. Dans le sud des Pays-Bas et à Gand, ces détenteurs de tables de prêt étaient actifs depuis la fin du Moyen Âge. Un vestige de ceci est la Pussemierstraat à Gand, où au XVe siècle il y avait une maison des Lombards ‘De Clocke’. Ces détenteurs de tables de prêt étaient parmi les aisés de la ville. Au XVIe siècle, il y en avait cinq qui travaillaient à Gand. Dans le sud des Pays-Bas, en 1577, les détenteurs de tables de prêt étaient aussi haut taxés que les hauts fonctionnaires royaux (tels que les chanceliers et les présidents des conseils royaux). Seule la haute noblesse et le haut clergé étaient encore plus valorisés. Les détenteurs de la table de prêt vivaient généralement ailleurs dans la ville dans des bâtiments très prestigieux.

## Les 3 classes de persemiers
Il y avait trois classes de persemier : ceux qui étaient d’origine juive prêtaient généralement de l’argent aux pauvres; les chrétiens qui appartenaient à la haute classe, ont prêté de l’argent aux marchands et aux artisans; les banquiers italiens et allemands, tels que Bardi, Boromrei, Médicis et Fugger ont à partir du XIIIe siècle principalement fonctionné comme prêteurs et banquiers des riches et des princes. D’autres exemples bien connus sont Jacques Cœur, Ango de Dieppe, la famille Rodriguez d'Evora y Vega et les Schetz, plus connu sous le nom de d’Ursel.

## Persemier comme nom de famille
Le nom de famille indique à quelle famille appartient une personne. Habituellement c'était la famille dans la lignée masculine. Un nom de famille peut faire référence à une profession, à une origine, à des caractéristiques physiques, à un lieu de naissance ou à un bien. De facto, dans de nombreux cas, le nom de famille était héréditaire depuis le XIVe siècle, parfois avant. Même si les porteurs avaient entretemps une autre profession, lieu de résidence ou un aspect différent.
En vertu du concile de Trente tous les baptêmes, mariages et décès devaient être consignés dans des registres. À partir de 1650 environ, les noms de famille sont devenus en conséquence immuables, sauf en cas d’erreurs d’écriture. Depuis le Régime Français en 1795, l’officier de l'état civil tenait les registres officiels.
Dévolution du nom: poinçonner, Puisenier, Pursemier, Pussemier, Persemier, de Pessemier, Pessemiers, Possemiers, Passsemiers.

## Trivialités
Dans la perception du XIIIe siècle, un persemier, et aussi les mayeurs d’ailleurs, étaient souvent considérés comme des exploiteurs et usuriers. Ils étaient accusés de rechercher de grandes richesses pour pouvoir rejoindre la noblesse. L’essor social de ces marchands d’argent se faisait alors par l’achat d’un fief, lequel était ensuite élevé en baronnie ou comté.
Dans le poème de bataille strophique Wapene Martijn de Jacob van Maerlant d’environ 1266, la strophe 38 se lit comme suit : Martijn, den meneghen es bedect ie dinc, daer dijn sin up mect, ende du vraghes wel verre. Want hevet een persemier gheblect enten lieden thare ontpect, so wille hi sonder merre onder die edele sijn ghetrect. Al ware hi dusentfout bevlect, Tghelt claerten van den terre. Dits die dinc, die liede wect dat menich tsijn te winne trect ende maecter God om erre, entie siele in werre.
Constant-Philippe Serrure a fait en 1858 la traduction libre suivante: Martijn, voor velen is het onderwerp dat je nu aansnijdt, onduidelijk en je vraagt wel heel diep. Want wanneer een woekeraar de mensen het vel over de oren heeft getrokken en hun al hun bezit heeft afgepakt, dan wil hij onmiddellijk tot de edelen worden gerekend. Al was hij duizend keer bevlekt, het geld reinigt hem van al het vuil. Dit is wat velen ertoe drijft te zorgen dat ze hun deel krijgen, maar ze maken er God boos mee en brengen hun ziel in gevaar.
En Français:Martin, pour beaucoup, le sujet que vous abordez maintenant n’est pas très clair et ce que vous demandez est très profond. Car lorsqu’un usurier a tiré la peau sur les oreilles des gens et leur a enlevé tous leurs biens, il veut immédiatement être compté parmi les nobles. Même s’il a été taché mille fois, l’argent le nettoie de toute la saleté. C’est ce qui pousse beaucoup à s’assurer qu’ils obtiennent leur part, mais ils mettent Dieu en colère contre cela et mettent leur âme en danger.

## Littérature
- Debrabandere, Frans, Verklarend woordenboek van de familienamen in België en Noord-Frankrijk, Bruxelles, 1993.
- Gallée, J.H., 'Een Neder-Frankisch glossarium', in Taalkundige Bijdragen, Haarlem, 1877, pp. 286-299.
- Le Goff, Jacques, Marchands et banquiers du Moyen Âge, Paris, PUF, 1956 réédition 2001, 128 p.  (ISBN 2-13-051479-0).
- Van Trimpont, Marc, 'Over familienamen’, in De Heemschutter, 1997, N° 152, pp. 23-26.
- Jacob van Maerlant, Maerlants werk. Juweeltjes van zijn hand, (Ed. Ingrid Biesheuvel), Ambo, Baarn / Amsterdam University Press, Amsterdam, 1998.
- Françoise Verhoosele, De kroniek van de familie Rodriguez d'Evora y Vega. Eerst baronnen, later markiezen van Rode, Gand, 2020.